# 권순규
권순규(1993년 1월 30일 ~ )는 대한민국의 축구 선수이며, 포지션은 미드필더이다.